# Gedung Agung (Pino)
Gedung Agung is een bestuurslaag in het regentschap Bengkulu Selatan van de provincie Bengkulu, Indonesië. Gedung Agung telt 836 inwoners (volkstelling 2010).